# Morti nel 1975/Agosto
| Questa pagina contiene informazioni ricavate automaticamente dalle voci biografiche con l'ausilio del template Bio e di un bot. L'aggiornamento è periodico e automatico e ricostruisce completamente la pagina. Se manca una persona in questa lista, sei pregato di non aggiungerla, ma accertati piuttosto che la sua voce biografica contenga il template Bio e che i dati anagrafici siano correttamente compilati. Se il template Bio manca, inseriscilo tu stesso o, in alternativa, metti l'avviso {{tmp\|Bio}} che ne segnala la mancanza. Se i dati riportati sono sbagliati, correggi direttamente la voce biografica; le modifiche saranno visibili in questa lista entro pochi giorni. Per chiarimenti vedi il progetto biografie. La lista contiene solo le 72 persone che sono citate nell'enciclopedia e per le quali è stato implementato correttamente il template Bio. Pagina aggiornata al 3 mar 2024. |

- 1º agosto - Reiji Okazaki, biologo giapponese (n. 1930)
- 2 agosto - Jean Yarbrough, regista statunitense (n. 1901)
- 3 agosto - Andreas Embirikos, poeta greco (n. 1901)
- 3 agosto - Ruth Lee, attrice statunitense (n. 1895)
- 3 agosto - Jack Molinas, cestista statunitense (n. 1931)
- 3 agosto - Voldemārs Šmits, cestista e pallavolista lettone (n. 1918)
- 4 agosto - Francesco Ferrari, politico italiano (n. 1905)
- 5 agosto - Marc Wright, astista statunitense (n. 1890)
- 5 agosto - José Marinho, filosofo portoghese (n. 1904)
- 5 agosto - Gustav von Wangenheim, attore e regista tedesco (n. 1895)
- 6 agosto - Frank Butterworth, attore statunitense (n. 1903)
- 6 agosto - Lino Gallino, calciatore italiano (n. 1908)
- 6 agosto - Giuseppe Gorni, pittore e scultore italiano (n. 1894)
- 6 agosto - Alfonso d'Orléans, principe spagnolo (n. 1886)
- 7 agosto - Antonio Antonucci, giornalista italiano (n. 1895)
- 7 agosto - Giuseppe Marchetto, calciatore italiano (n. 1921)
- 7 agosto - Phyllis Povah, attrice statunitense (n. 1893)
- 7 agosto - Janus Theeuwes, arciere olandese (n. 1886)
- 8 agosto - Cannonball Adderley, sassofonista statunitense (n. 1928)
- 8 agosto - Sune Almkvist, calciatore svedese (n. 1886)
- 9 agosto - Dmitrij Dmitrievič Šostakovič, compositore e pianista sovietico (n. 1906)
- 9 agosto - Antonín Vodička, calciatore cecoslovacco (n. 1907)
- 10 agosto - Neva Carr Glyn, attrice australiana (n. 1908)
- 11 agosto - Alfred Lee Loomis, banchiere e scienziato statunitense (n. 1887)
- 11 agosto - Anthony McAuliffe, generale statunitense (n. 1898)
- 11 agosto - Dagoberto Ortensi, ingegnere italiano (n. 1902)
- 11 agosto - Renzo Pecco, chirurgo e canottiere italiano (n. 1900)
- 11 agosto - Howard Wendell, attore statunitense (n. 1908)
- 12 agosto - Werner Rittberger, pattinatore artistico su ghiaccio tedesco (n. 1891)
- 13 agosto - Murilo Mendes, scrittore e poeta brasiliano (n. 1901)
- 13 agosto - Eva Speyer, attrice tedesca (n. 1882)
- 13 agosto - Alec Talbot, calciatore inglese (n. 1902)
- 14 agosto - Raymond Kegeris, nuotatore statunitense (n. 1901)
- 14 agosto - Claude-André Puget, drammaturgo e sceneggiatore francese (n. 1900)
- 15 agosto - Eridio Bonardi, calciatore italiano (n. 1903)
- 15 agosto - Sheikh Mujibur Rahman, politico bengalese (n. 1920)
- 15 agosto - Joseph Tommasi, politico statunitense (n. 1951)
- 16 agosto - Alberto Cevenini, attore italiano (n. 1941)
- 16 agosto - Vladimir Kuc, mezzofondista sovietico (n. 1927)
- 16 agosto - Friedrich Sämisch, scacchista tedesco (n. 1896)
- 16 agosto - Winifred Ward, scrittrice e docente statunitense (n. 1884)
- 17 agosto - Siegfried Arno, attore tedesco (n. 1895)
- 17 agosto - René Bastard, illustratore e scrittore francese (n. 1900)
- 18 agosto - John Kriza, danzatore e insegnante statunitense (n. 1919)
- 19 agosto - Mark Donohue, pilota automobilistico statunitense (n. 1937)
- 19 agosto - Frank Shields, tennista e attore statunitense (n. 1909)
- 20 agosto - Antonio Busini, dirigente sportivo e calciatore italiano (n. 1904)
- 20 agosto - Maria Teresa Freyre de Andrade, bibliografa e bibliotecaria cubana (n. 1896)
- 20 agosto - Wilhelm Weischedel, filosofo tedesco (n. 1905)
- 21 agosto - Manuel Seoane, calciatore e allenatore di calcio argentino (n. 1902)
- 22 agosto - Andrzej Mostowski, matematico e logico polacco (n. 1913)
- 23 agosto - Sidney Buchman, sceneggiatore e produttore cinematografico statunitense (n. 1902)
- 23 agosto - Attilio Mattei, calciatore italiano (n. 1902)
- 23 agosto - Robert Mertens, erpetologo tedesco (n. 1894)
- 23 agosto - Hank Patterson, attore statunitense (n. 1888)
- 23 agosto - Herman Tillemans, missionario e arcivescovo cattolico olandese (n. 1902)
- 25 agosto - Joseph Kane, regista, montatore e produttore cinematografico statunitense (n. 1894)
- 26 agosto - Cullen Landis, attore statunitense (n. 1896)
- 27 agosto - Hailé Selassié, imperatore etiope (n. 1892)
- 27 agosto - Franjo Šoštarić, calciatore jugoslavo (n. 1919)
- 27 agosto - Julien Sottiault, calciatore francese (n. 1904)
- 28 agosto - Emile Maurice Joseph Lamy, medico e genetista francese (n. 1895)
- 28 agosto - Francesco Verga, politico e attivista italiano (n. 1929)
- 28 agosto - Fritz Wotruba, scultore e pittore austriaco (n. 1907)
- 29 agosto - Éamon de Valera, politico e patriota irlandese (n. 1882)
- 30 agosto - Gastone Canessa, pittore italiano (n. 1920)
- 30 agosto - Roberto Cortés, calciatore cileno (n. 1905)
- 30 agosto - Umberto Zannelli, calciatore italiano (n. 1900)
- 31 agosto - Pierre Blaise, attore francese (n. 1952)
- 31 agosto - Július Bukovinský, pittore slovacco (n. 1903)
- 31 agosto - Robert Johnsen, ginnasta danese (n. 1896)
- 31 agosto - Camillo Orlando, politico e armatore italiano (n. 1892)